# Sciencefictionverhalen 2
Sciencefictionverhalen 2 is een bundel sciencefictionverhalen uitgegeven door Uitgeverij Het Spectrum in 1964. Het is het vervolg van de bundel Sciencefictionverhalen (grafisch Science fiction verhalen, Prisma nummer 633) uit 1962. Het bundel is geheel gewijd aan het werk van Robert Heinlein. De meeste verhalen  (nrs. 1, 3, 5 en 6) waren daarbij afkomstig uit de Amerikaanse tegenhanger The green hills of earth, dat in 1951 verscheen.
| Titel                        | Originele titel        | Pagina |
| ---------------------------- | ---------------------- | ------ |
| Heerlijk weer terug te zijn! | It’s great to be back! | 7      |
| 't Kan exploderen            | Blowups happen         | 24     |
| Ruimtejockey                 | Space jockey           | 70     |
| De tijdpoort                 | By his bootstraps      | 87     |
| De donkere holen van Luna    | The black pits of Luna | 136    |
| Slavernij op Venus           | Logic of empire        | 148    |